# Sembery István
Felsőszúdi Sembery István (Pest, 1841. április 20. –  Budapest, 1929. április 18.) országgyűlési képviselő.

## Élete
Sembery Imre országgyűlési képviselő és garamszegi Géczy Janka fia. Magánnevelésben részesült, és iskoláit is magánúton végezte.
A protestáns pátens idejében (1859–1860) részt vett a fővárosi mozgalmakban. Összeköttetésben volt a felső-olaszországi mozgalmakkal, a németországi és lengyel tüntetésekkel, később az 1863-as lengyel tüntetésekkel, és az 1863-as lengyel forradalommal. 1866–1867-ben külföldön tartózkodott, mégpedig Svájcban, Franciaországban, Olaszországban, Spanyolországban és az angol Gibraltárban. Marokkó partjain a Bourbonok későbbi elűzését előkészítő forradalmi mozgalmak vezetőségével is összeköttetést tartott fenn.
Hazájába csak a königgrätzi csata után tért vissza, és az ellenzékben politizált. 1870-ben Franciaországban a kikiáltott III. Köztársaság érdekében a német invázió elleni szervezésben vett részt. 1872-ben Hont vármegyében újraszervezte az ellenzéket. 1873-ban Pest vármegye bizottsági tagja lett. 1875-ben a nádudvari kerület megválasztotta országgyűlési képviselőnek, s három ízben képviselte őket.
1884 után már nem vállalt képviselőséget, csak az irodalomnak élt, és a felsőszúdi birtokán gazdálkodott.

## Művei
Politikai cikkeket írt a Magyar Ujságba (1869) és az Egyetértésbe (1875–1883, 1905). Utazásait is az Egyetértés közölte.